# WWE Divas Championship
El WWE Divas Championship, también conocido en español como Campeonato de Divas de WWE, fue un campeonato de lucha libre profesional defendido en WWE. El campeonato fue creado por WWE en 2008, y fue introducido durante el mando de la entonces gerente general de SmackDown Vickie Guerrero como una alternativa para el Women's Championship en Raw.
Michelle McCool se convirtió en la campeona inaugural el 20 de julio, del 2008 cuando derrotó a Natalya en The Great American Bash. Después de que la excampeona de Divas Maryse fuera mandada a la marca Raw como parte del draft en 2009, se llevó el campeonato con ella. McCool ganó un combate contra Melina Perez para unificar el título WWE Divas con el Women's Championship en el evento Night of Champions el 19 de septiembre de 2010, creando el Campeonato Unificado. El 3 de abril de 2016 en WrestleMania 32, el título fue desactivado y reemplazado por el nuevo Campeonato Femenino de WWE. En 2019 Maria Kanellis salió en defensa del título y pidió que se trajera de vuelta, a esta petición se le unieron otras divas y una gran multitud de fanáticos.

## Historia

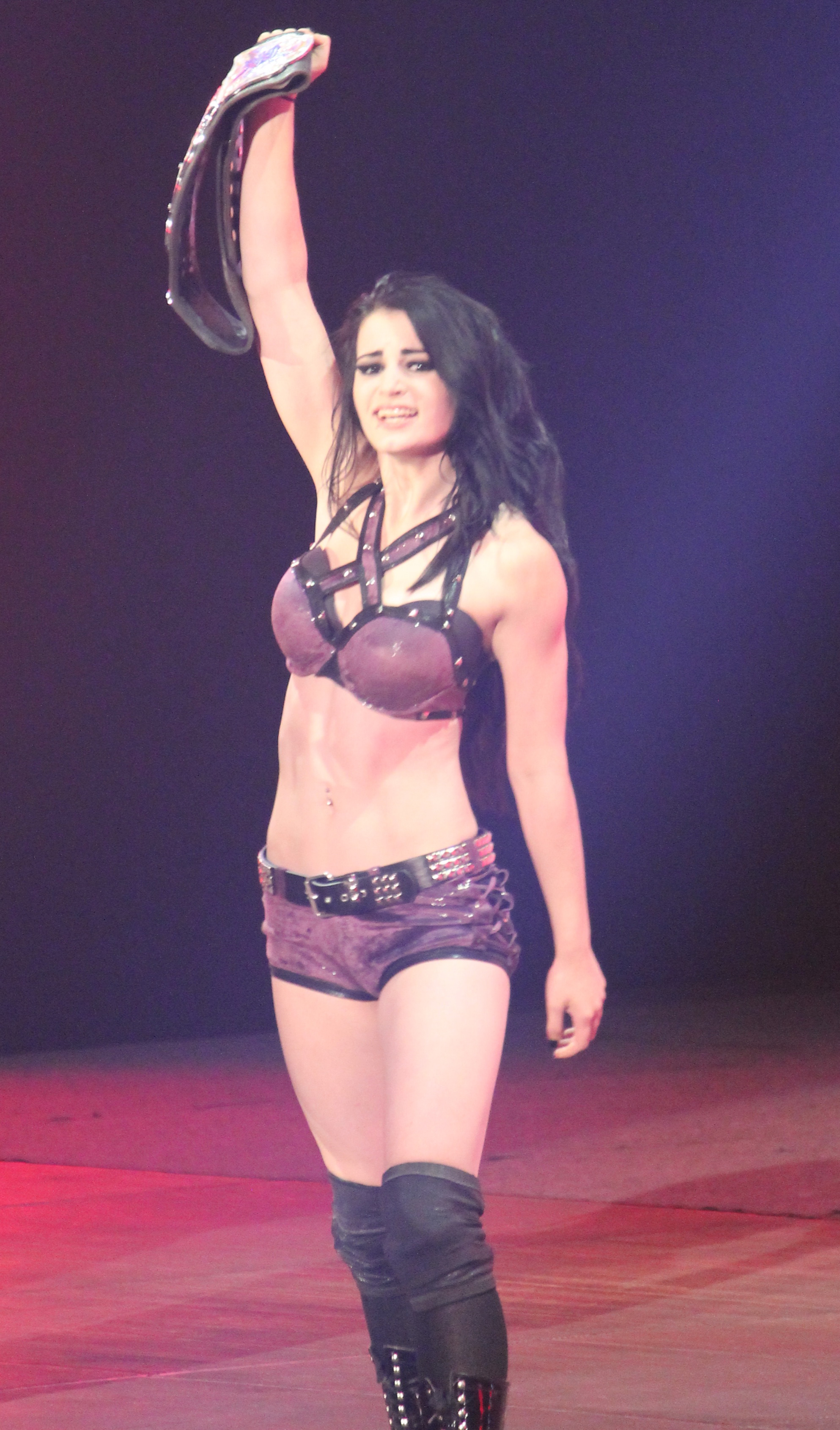
Paige es la Campeona de Divas más joven en la historia de WWE.

El 6 de junio de 2008, la gerente general de SmackDown Vickie Guerrero, anunció la creación de un campeonato femenino exclusivo para la marca SmackDown! el campeonato fue llamado Campeonato de Divas (Divas Championship), como un equivalente al Campeonato Femenino que era exclusivo de Raw.
En la edición de SmackDown del 6 de junio, Natalya derrotó a Layla, Kelly Kelly, Cherry, Victoria, Michelle McCool y Maryse en una lucha. Dicha victoria la clasificó para una lucha la cual coronaria a la primera campeona. Su oponente fue definida el 4 de julio, donde McCool derrotó a Maryse, Cherry, Victoria y Kelly Kelly, ganando la oportunidad por el campeonato.
En The Great American Bash, McCool derrotó a Natalya, convirtiéndose en la primera campeona del título. El campeonato fue enviado a Raw cuando la campeona Maryse fue enviada a dicha marca en el Draft 2009. El 12 de octubre de 2009 en Raw, Jillian derrotó a Mickie James pero esa misma noche fue derrotada por Melina siendo Jillian la diva con el reinado más corto en la historia. En el PPV Fatal 4 Way Alicia Fox gana el campeonato convirtiéndose en la primera y única portadora afrodescendiente del título. El 19 de septiembre de 2010, se enfrentaron la campeona femenina McCool y la campeona de Divas Melina en una lucha de unificación, ganando McCool la lucha y unificando los títulos. Durante meses el campeonato fue llamado "Unified Divas Championship", pero más tarde volvió a su nombre original.
El 16 de junio AJ Lee ganó el título en WWE Payback tras derrotar a Kaitlyn. AJ Lee retendría su campeonato exitosamente en WrestleMania XXX al derrotar a otras 14 divas, siendo esta la primera vez que el título se defendía en Wrestlemania. Al día siguiente en Raw, Paige debutaría en el roster principal, en donde AJ Lee la retaría perdiendo su campeonato, convirtiéndose en la luchadora más joven y que menos tiempo le costaría, al conseguir el título la misma noche de su debut a los 22 años. El 30 de junio de 2014 en Raw, Paige recibiría a AJ Lee, quien regresaría de un tiempo de ausencia luchando por el título de Paige, ganando AJ Lee la lucha y consiguiendo su segundo reinado. En SummerSlam de ese año, Paige lograría su segundo reinado al derrotar a AJ Lee, y en Night of Champions el título volvería a las manos de AJ Lee, lo que marcaría a la luchadora de New Jersey junto a Eve Torres como las luchadoras con más reinados en la historia de este título (3 cada una). En Survivor Series, Nikki Bella derrotó a AJ Lee consiguiendo su segundo reinado, además de superar su récord en tiempo con 301 días. Luego de la revolución de las divas en SummerSlam, Nikki Bella perdería su título ante Charlotte, quien conseguiría su primer reinado con el título. El 3 de abril de 2016, en el evento WrestleMania 32, el Campeonato de Divas fue desactivado y reemplazado a favor del nuevo Campeonato Femenino de WWE.

## Campeonas

### Lista de campeonas
|                          | Luchador        | Fecha                    | Reinado | Días | Show o evento           | Notas y referencias |
| ------------------------ | --------------- | ------------------------ | ------- | ---- | ----------------------- | --- |
| WWE SmackDown            |                 |                          |         |      |                         | |
| 1                        | Michelle McCool | 20 de julio de 2008      | 1       | 155  | The Great American Bash | Derrotó a Natalya para convertirse en la campeona inaugural. |
| 2                        | Maryse          | 22 de diciembre de 2008  | 1       | 216  | Friday Night SmackDown! | Maria fue el árbitro especial. Durante su reinado, el campeonato se convirtió exclusivo de la marca Raw el 13 de abril de 2009, cuando Maryse fue enviada a Raw. |
| WWE Raw                  |                 |                          |         |      |                         | |
| 3                        | Mickie James    | 26 de julio de 2009      | 1       | 78   | Night of Champions      | [ 9 ] |
| 4                        | Jillian Hall    | 12 de octubre de 2009    | 1       | 0    | Monday Night RAW        | [ 10 ] |
| 5                        | Melina          | 12 de octubre de 2009    | 1       | 84   | Monday Night RAW        | [ 11 ] |
| —                        | Vacante         | 4 de enero de 2010       | —       | —    | WWE.com                 | Debido a una lesión de Melina. |
| 6                        | Maryse          | 22 de febrero de 2010    | 2       | 49   | Monday Night RAW        | Derrotó a Gail Kim en el torneo final para el título vacante. |
| 7                        | Eve Torres      | 12 de abril de 2010      | 1       | 69   | Monday Night RAW        | [ 13 ] |
| 8                        | Alicia Fox      | 20 de junio de 2010      | 1       | 56   | Fatal 4-Way             | Derrotó a Eve Torres, Maryse y Gail Kim. |
| 9                        | Melina          | 15 de agosto de 2010     | 2       | 35   | SummerSlam              | [ 15 ] |
| WWE (sin marca definida) |                 |                          |         |      |                         | |
| 10                       | Michelle McCool | 19 de septiembre de 2010 | 2       | 63   | Night of Champions      | Fue un Lumberjill match por la unificación entre el Campeonato Femenino de Layla y el Campeonato de Divas de Melina. Michelle era la co-campeona no oficial del Campeonato Femenino de Layla, y compitió como representante de dicho título. Tras la unificación, el Campeonato Femenino se desactivó y durante un tiempo se le llamó Campeonato Unificado de Divas, siendo esta vez Layla la co-campeona no oficial del título de McCool, quienes lucharon bajo el nombre de LayCool. |
| 11                       | Natalya         | 21 de noviembre de 2010  | 1       | 70   | Survivor Series         | Derrotó a Michelle McCool y Layla en un Handicap match. |
| 12                       | Eve Torres      | 30 de enero de 2011      | 2       | 71   | Royal Rumble            | Derrotó a Natalya, Michelle McCool y Layla. |
| 13                       | Brie Bella      | 11 de abril de 2011      | 1       | 70   | Monday Night RAW        | [ 19 ] |
| 14                       | Kelly Kelly     | 20 de junio de 2011      | 1       | 104  | RAW Power to the People | Kelly fue elegida por votación del público sobre Beth Phoenix y Eve Torres. |
| 15                       | Beth Phoenix    | 2 de octubre de 2011     | 1       | 204  | Hell in a Cell          | [ 21 ] |
| 16                       | Nikki Bella     | 23 de abril de 2012      | 1       | 6    | RAW SuperShow           | Fue un Lumberjill match. |
| 17                       | Layla           | 29 de abril de 2012      | 1       | 140  | Extreme Rules           | Layla cubrió a Brie Bella cuando ella y Nikki intercambiaron puestos. |
| 18                       | Eve Torres      | 16 de septiembre de 2012 | 3       | 120  | Night of Champions      | Eve sustituía a Kaitlyn, que había sido atacada entre bastidores antes del combate. |
| 19                       | Kaitlyn         | 14 de enero de 2013      | 1       | 153  | RAW 20th Anniversary    | [ 25 ] |
| 20                       | AJ Lee          | 16 de junio de 2013      | 1       | 295  | Payback                 | [ 26 ] |
| 21                       | Paige           | 7 de abril de 2014       | 1       | 84   | Monday Night RAW        | Primera campeona simultánea de la división femenina de WWE, al haber ganado el Campeonato de Divas siendo la Campeona Femenina de NXT, dejando vacante este título seis días después por orden del GM de NXT, John Bradshaw Layfield. |
| 22                       | AJ Lee          | 30 de junio de 2014      | 2       | 48   | Monday Night RAW        | [ 28 ] |
| 23                       | Paige           | 17 de agosto de 2014     | 2       | 35   | SummerSlam              | Durante su reinado el logo de la empresa cambió, al igual que el diseño del campeonato. |
| 24                       | AJ Lee          | 21 de septiembre de 2014 | 3       | 63   | Night of Champions      | Derrotó a Paige y Nikki Bella. |
| 25                       | Nikki Bella     | 23 de noviembre de 2014  | 2       | 301  | Survivor Series         | Este es el reinado más largo. |
| 26                       | Charlotte       | 20 de septiembre de 2015 | 1       | 196  | Night of Champions      | [ 34 ] |
| —                        | Desactivado     | 3 de abril de 2016       | —       | —    | WrestleMania 32         | La miembro del Salón de la Fama de WWE, Lita, anunció que la ganadora del combate de triple amenaza en el que Charlotte iba a defender el Campeonato de Divas contra Becky Lynch y Sasha Banks, sería en cambio para el nuevo Campeonato de Mujeres de WWE, retirando posteriormente el Campeonato de Divas. |

### Total de días con el título

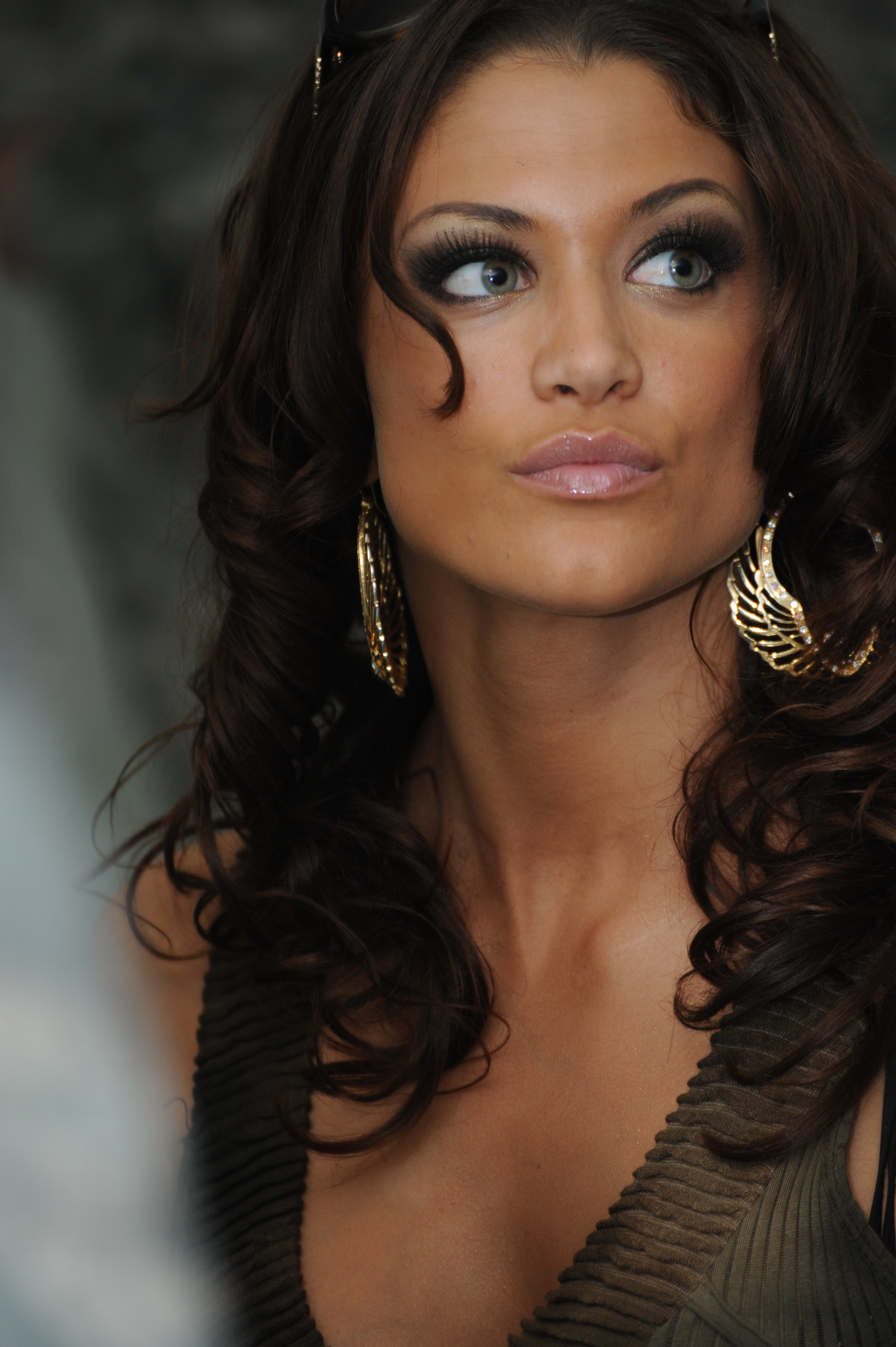
Eve Torres (en la imagen) y AJ Lee son las campeonas con más reinados en la historia, con 3.

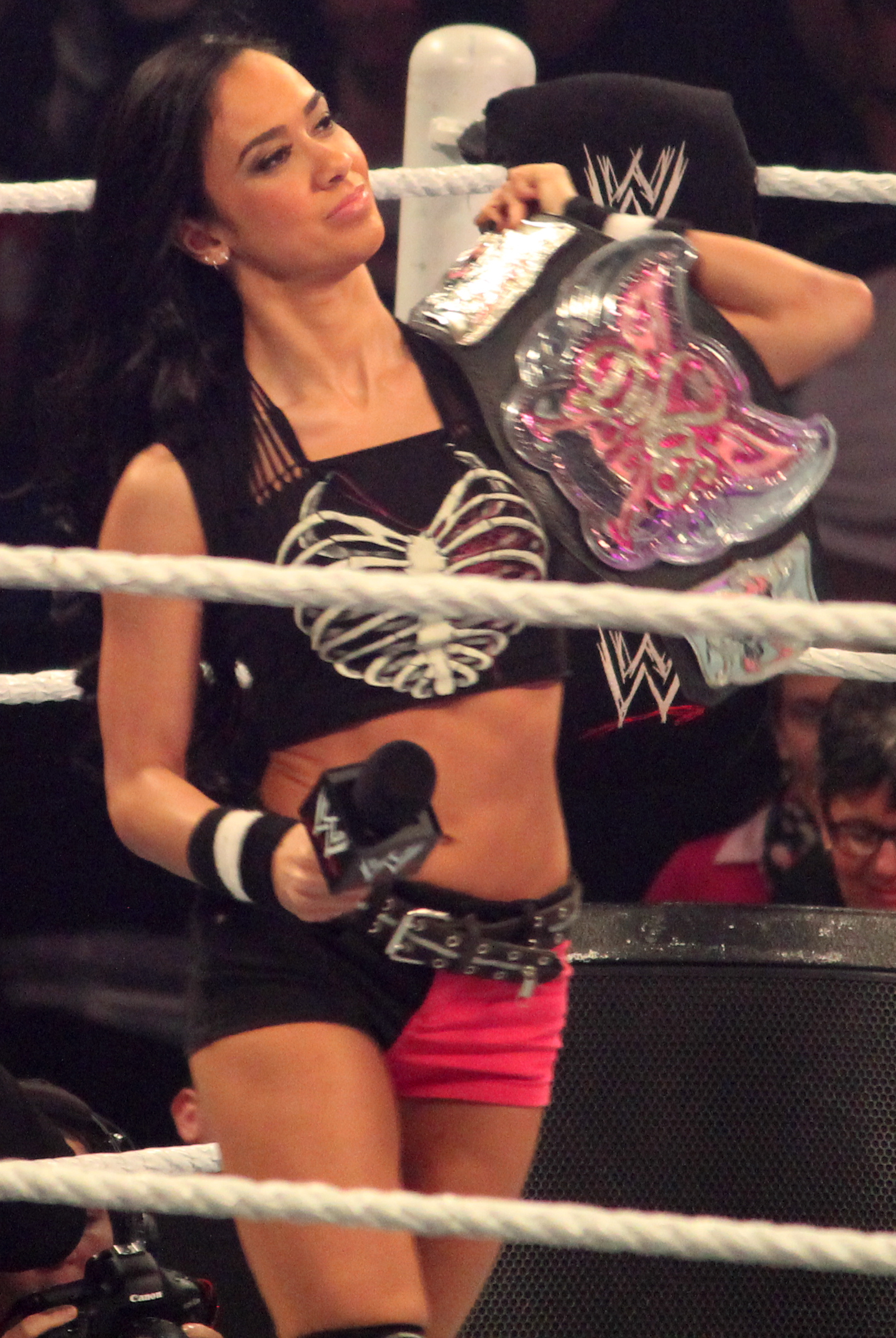
AJ Lee posee el reinado acumulativo más largo de la historia, con 406 días.

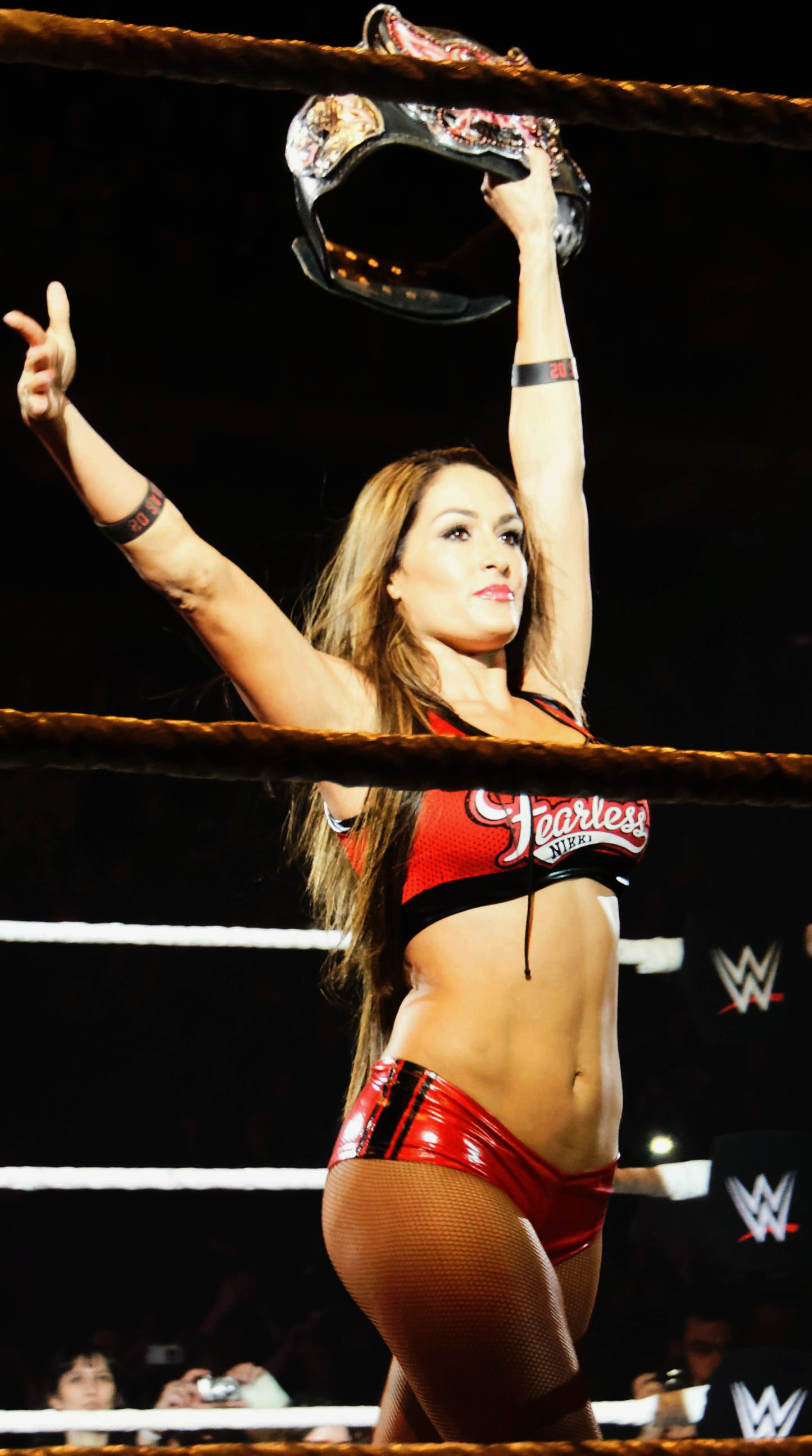
Nikki Bella posee el reinado más largo de la historia, con 301 días.

| N.º | Luchadora       | Reinados | Total de días |
| --- | --------------- | -------- | ------------- |
| 1   | AJ Lee          | 3        | 406           |
| 2   | Nikki Bella     | 2        | 307           |
| 3   | Maryse          | 2        | 265           |
| 4   | Eve Torres      | 3        | 260           |
| 5   | Michelle McCool | 2        | 218           |
| 6   | Beth Phoenix    | 1        | 204           |
| 7   | Charlotte       | 1        | 196           |
| 8   | Kaitlyn         | 1        | 153           |
| 9   | Layla           | 1        | 140           |
| 10  | Melina          | 2        | 119           |
| 10  | Paige           | 2        | 119           |
| 12  | Kelly Kelly     | 1        | 104           |
| 13  | Mickie James    | 1        | 78            |
| 14  | Brie Bella      | 1        | 70            |
| 14  | Natalya         | 1        | 70            |
| 16  | Alicia Fox      | 1        | 56            |
| 17  | Jillian Hall    | 1        | 0             |

### Mayor cantidad de reinados
| Reinados | Luchadora (as)                                       |
| -------- | ---------------------------------------------------- |
| 3 veces  | Eve Torres y AJ Lee                                  |
| 2 veces  | Maryse, Melina, Michelle McCool, Paige y Nikki Bella |